# John Brown (politikus, 1800–1859)

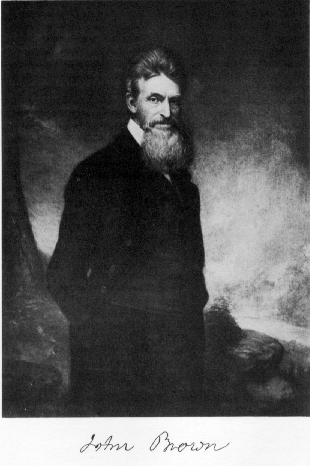
Fényképe aláírásával

John Brown (Torrington, Connecticut, USA, 1800. május 9. – Charlestown, Virginia, USA, 1859. december 2.) amerikai abolicionista politikus, a rabszolgaság ellen küzdő mozgalom egyik vezére.

## Élete
1800. május 9-én született Owen Brown és Ruth Mills második fiaként. Nagyapja, John Brown kapitányként szolgált az amerikai függetlenségi háborúban, előbb a connecticuti miliciában, majd a Kontinentális hadseregben.
Az apja cserzővarga volt, ő is ezt a mesterséget űzte, bár egy ideig lelkésznek készült, de tanulmányait nem fejezte be. 1825-ben megnősült, 1831-ben pedig Pennsylvaniába költözött, ahol saját cserzőműhelyt nyitott és marhatartással is foglalkozott. Felesége, akitől hét gyermeke született, 1832-ben meghalt, ekkor elvette a 16 éves Mary Ann Day-t, akitől még tizenhárom gyermeke született.
A következő 24 évben több vállalkozásba is belefogott Ohióban – többek között farmer, majd gyapotkereskedő is volt – de egyik sem volt sikeres.

## A rabszolgafelszabadításért
Új-angliai protestáns családja hagyományainak megfelelően gyermekkorától gyűlölte a rabszolgaságot. Ohióban részt vett a rabszolga-szöktetési mozgalomban, illetve évekig egy szabad fekete közösségben élt New York államban.
1855-ben Kansasba ment, hogy fiaival részt vegyen a rabszolgaság kérdését eldöntő népszavazás kampányából kiinduló, Vérző Kansas néven ismertté vált zavargásokban, a szomszéd területekből betörő rablóbandák ellen gerilla-harcot viselt. Mint a rabszolgaság ellensége, százával szabadította fel a négereket Kansas és Missouri államok területén. Elrabolta az ültetvényesek lovait, s Kanadába szöktetett néger rabszolgákat.
Valószínűleg részt vett az 1856. május 24-i Pottawatomie megyei (Kansas) mészárlásban, ahol megtámadtak és megöltek öt, a rabszolgaságot támogató telepest. A brit felségterülethez tartozó Kanadában 1859-ben néhány abolicionista társával forradalmi kormányt alakított, s az volt az elképzelése, hogy valaha a felszabadított rabszolgák segítségével Dél felett uralkodhat. Ez az elgondolás ösztönözte arra, hogy az ültetvényes rendszerre támadjon.
1859. október 16-án egy húszfős csapat élén megtámadta az Egyesült Államok fegyverraktárát Harpers Ferryben (Nyugat-Virginia), hogy fegyvert zsákmányolva rabszolgafelkelést robbantson ki. A csapat elfoglalta a város stratégiai pontjait – így például a fegyverraktárat és a hidat a Potomac és Shenandoah folyók összefolyásánál – ám vállalkozásuk nem járt sikerrel. Először a helyi milícia szállt szembe velük, majd egy tengerészgyalogos ezred érkezett a rend helyreállítására Robert E. Lee és James Ewell Brown Stuart parancsnokokkal az élen. John Brown 10 embere meghalt, ő maga megsebesült, hat társával együtt fogságba esett. A nép és a rabszolgák cserben hagyták, az ellenfeleiből alakított esküdtszék halálra ítélte. Ezen ítélet alapján Brownt 1859. december 2-án Charles Townban nagy tömeg előtt felakasztották rabszolgákkal való összeesküvés miatt, hat társát golyó által végezték ki.
John Brown bátran halt meg eszméiért. Brown kivégzése után a déliek mind Virginiában, mind Washingtonban egy-egy vizsgálóbizottságot hoztak létre a Brown-féle akciók szervezőinek kinyomozására, felkutatására, megbüntetésére, ami a támogatókat rettegésre, sőt bujkálásra késztette. John Brown támogatói közé tartoztak abolicionista gazdag emberek, köztük Gerrit Smith emberbarát és szociális reformer, vagy a népjóléti szellemtől áthatott gazdag kereskedő George Luther Stearns, stb. Brown kivégzése távlatokban egyrészt a déli államok elbizakodottságát növelte, másrészt azonban az északi államoknak a rabszolgaság eltörlésére irányuló törekvéseit fokozta.
Az abolicionisták természetesen hős áldozatnak tekintették, Ralph Waldo Emerson és Henry David Thoreau legendás mártírként emlegették. Később az amerikai polgárháborúban (1861-1865) a néger ezredek mintegy 10%-ban hozzájárultak az északiak győzelméhez, a felszabadított néger rabszolgák exodusa azonban folytatódott tovább (Ku-Klux-Klan, Martin Luther King afroamerikai polgárjogi harca, stb.)

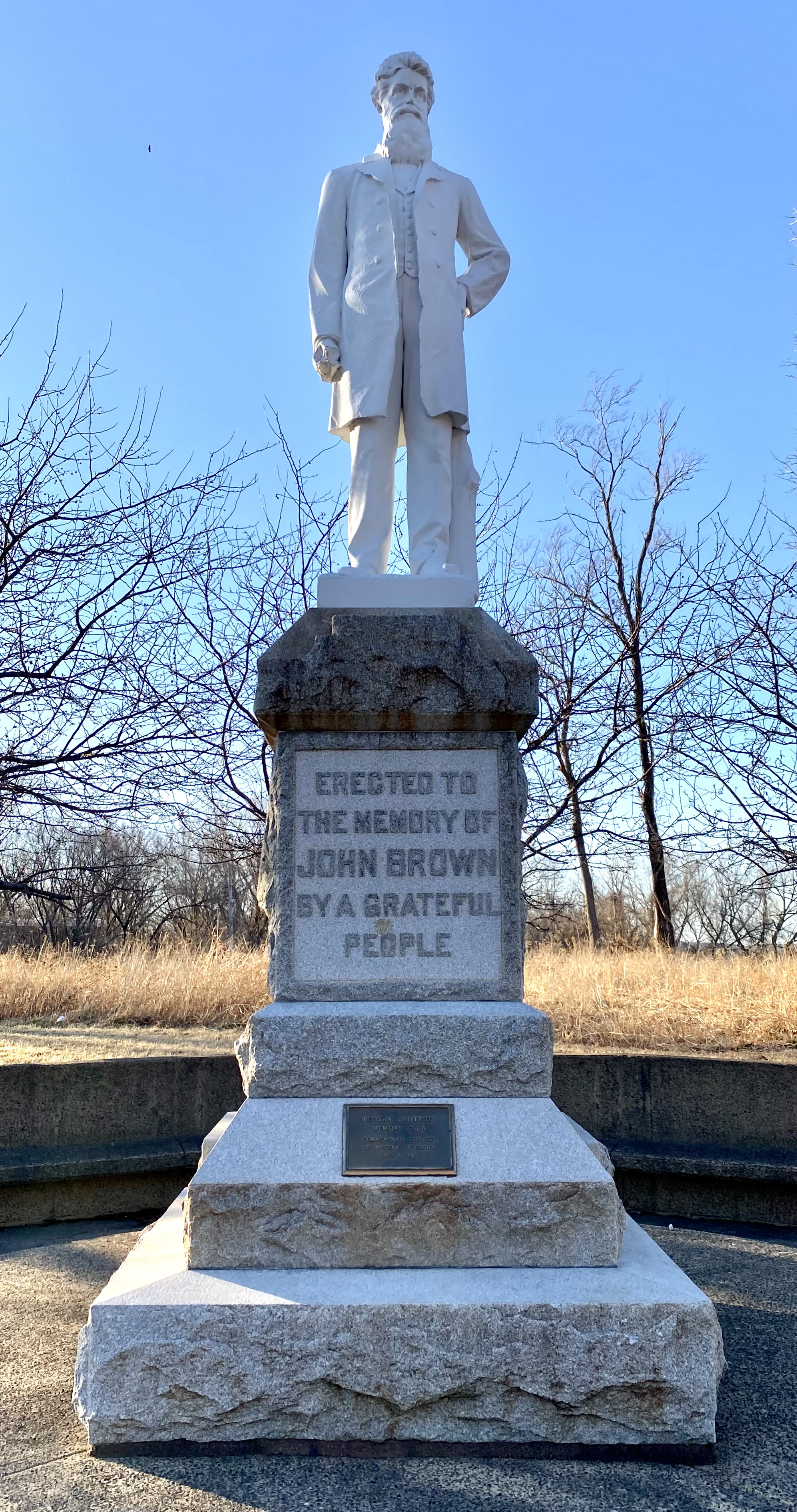
John Brown emlékszobra fehér márványból, Kansas City, 1911.

A rabszolga-felszabadítás hősei más-más eszközökkel: Harriet Beecher Stowe Tamás bátya kunyhója (1851-1852) c. regényével, John Brown abolicionista nézetekkel, erőszakos eszközökkel (1859), Abraham Lincoln elnök 1863-as Proklamációjával, amellyel a lázadó területek (Dél) valamennyi rabszolgáját szabadnak nyilvánította.

## Emlékezete
John Brown emlékét őrzi a John Brown's Body („John Brown teste”) című dal, amely az amerikai polgárháború alatt az északiak indulója lett.
1911-ben emlékszobrot állítottak tiszteletére Kansas City-ben (Kansas állam). Életéről filmek is készültek az USA-ban.